# 夏普山
77°53′S 86°10′W / 77.883°S 86.167°W

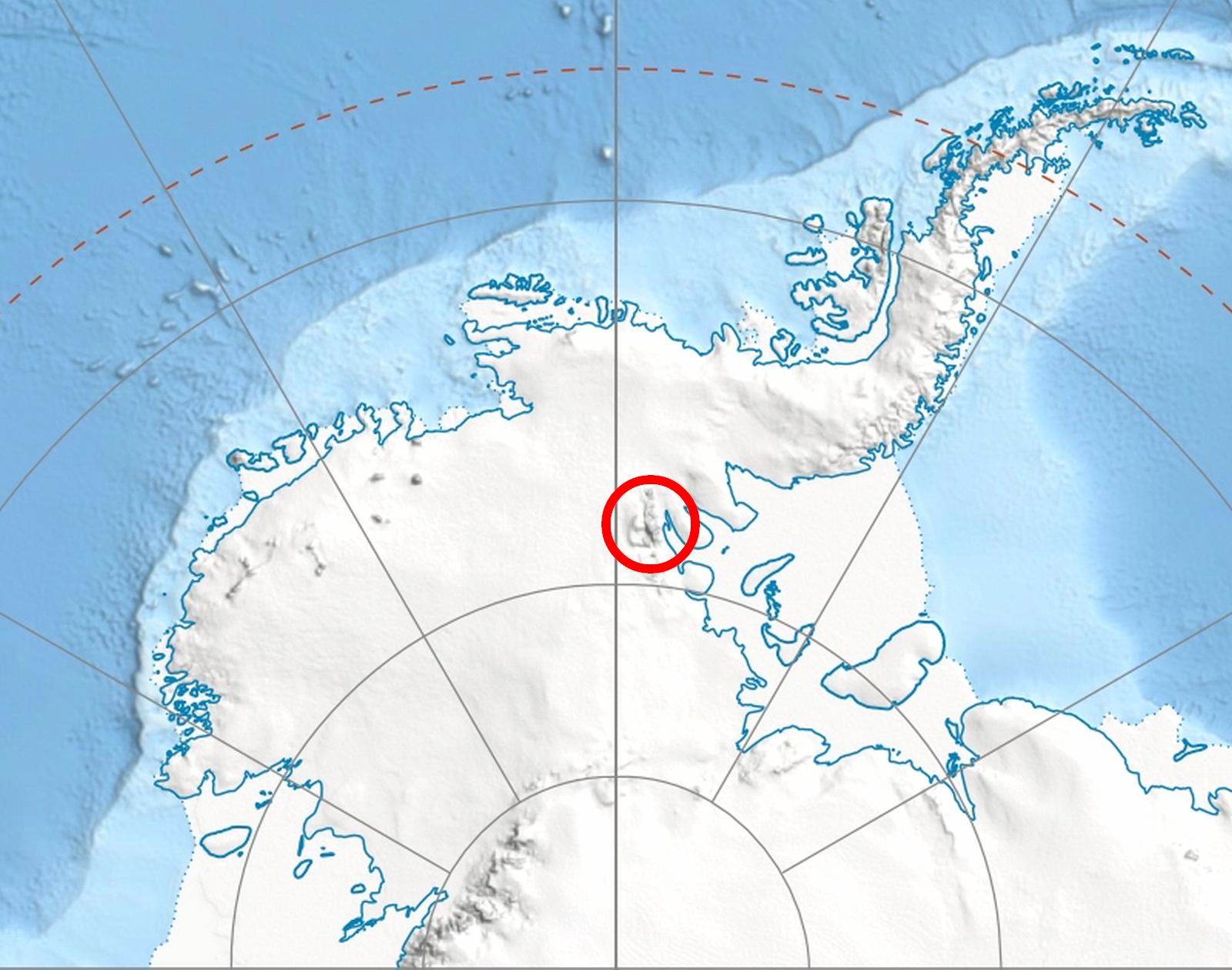

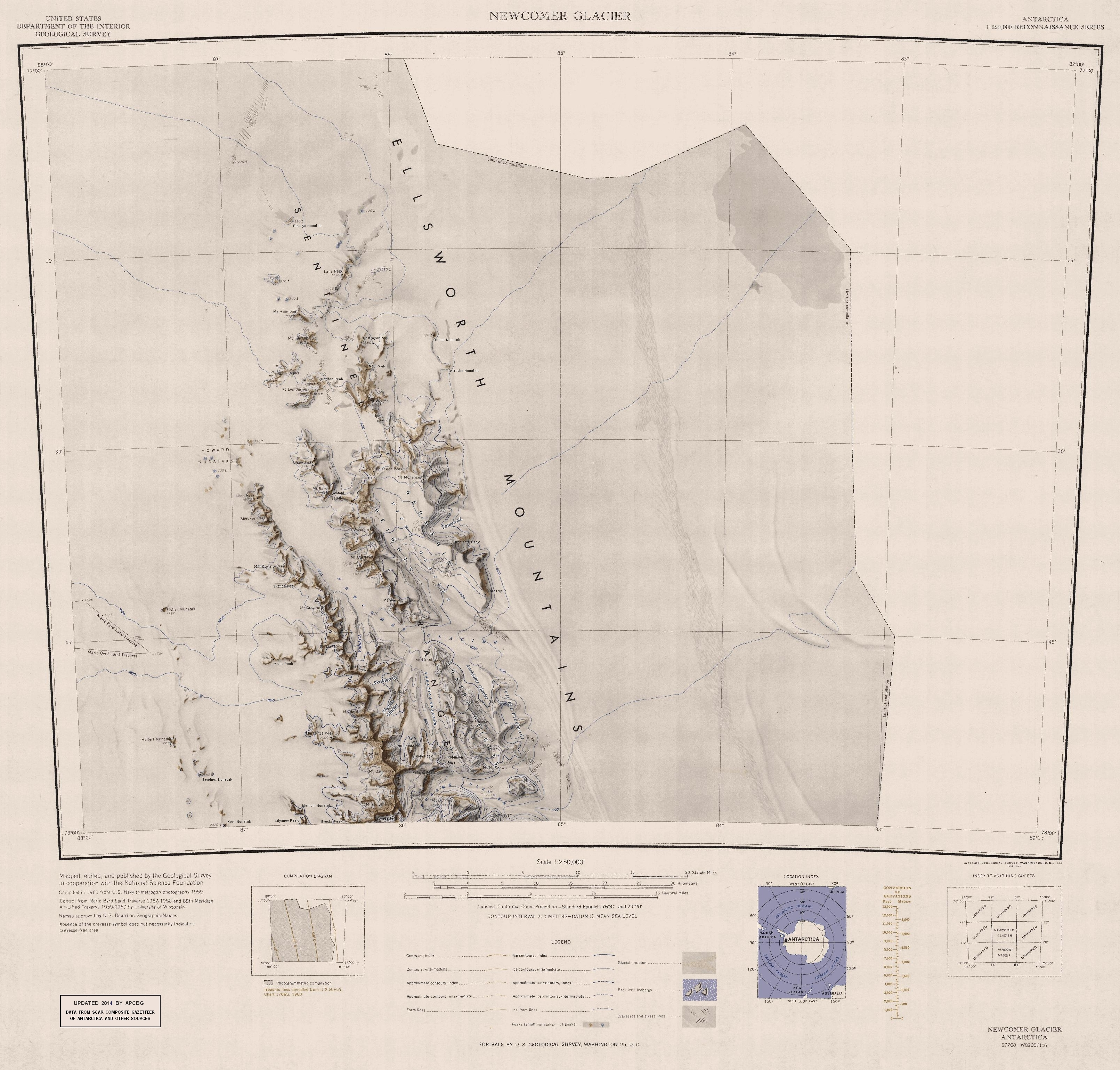

夏普山（英語：Mount Sharp）是南極洲的山峰，位於埃爾斯沃思地，處於巴登山東南面3.2公里，屬於森蒂納爾嶺的一部分，海拔高度超過3,000米，現時由南極條約體系管理。